# Guaranésia
Guaranésia este un oraș în Minas Gerais (MG), Brazilia.